# Autoroute A3 (Autriche)
Pour les articles homonymes, voir A3.
L'autoroute autrichienne A3 (en allemand : Südost Autobahn (A3) ou Autoroute du Sud-Est) est un axe autoroutier situé en Autriche, qui relie l'autoroute A2 au niveau de Guntramsdorf à Eisenstadt mais son prolongement est prévu jusqu'à Klingenbach à la frontière hongroise.